# Chiesa di San Genesio (Tizzano Val Parma)
La chiesa di San Genesio è un luogo di culto cattolico dalle forme neoclassiche, situato in strada di Albazzano ad Albazzano, frazione di Tizzano Val Parma, in provincia e diocesi di Parma; è sede di una parrocchia compresa nella zona pastorale della Montagna.

## Storia
Il luogo di culto originario fu eretto in epoca medievale; la più antica testimonianza della sua esistenza risale al 1230, quando la Capelle de Albazano fu menzionata nel Capitulum seu Rotulus Decimarum della diocesi di Parma tra le dipendenze della pieve di Tizzano.
L'edificio fu nominato anche in un documento del 1299 e nell'Estimo diocesano del 1354.
Nel 1500 un'ampia frana colpì il centro abitato di Albazzano, distruggendo anche il tempio medievale; in seguito il borgo fu ricostruito più a monte, insieme alla nuova chiesa, che nel 1564 fu elevata a sede parrocchiale autonoma.
Nel XVII secolo l'edificio fu interessato da lavori, col rifacimento del tetto nel 1631, la realizzazione della seconda cappella, originariamente dedicata a san Rocco, nel 1632 e la risistemazione dell'abside nel 1657.
Altri interventi riguardarono l'abside e il portale d'ingresso nel 1716, mentre nella seconda metà del secolo il luogo di culto subì importanti modifiche a opera del capomastro Pietro Capitani: tra il 1781 e il 1785 fu edificata la torre campanaria, mentre tra il 1785 e il 1790 fu eretta la facciata neoclassica.
Gli interni furono ristrutturati nel secolo successivo: nel 1864, per mano del capomastro Pietro Landi, fu realizzata la volta a botte lunettata sulla navata, che, unitamente alle cappelle e al presbiterio, fu decorata con stucchi nel 1885. Nel 1893 il Landi si occupò anche della sopraelevazione della torre campanaria.
Nel 1950 la chiesa fu sottoposta a lavori di restauro, che interessarono l'intero edificio; nel corso delle opere, furono intonacate le pareti esterne e fu modificata la zona absidale.

## Descrizione

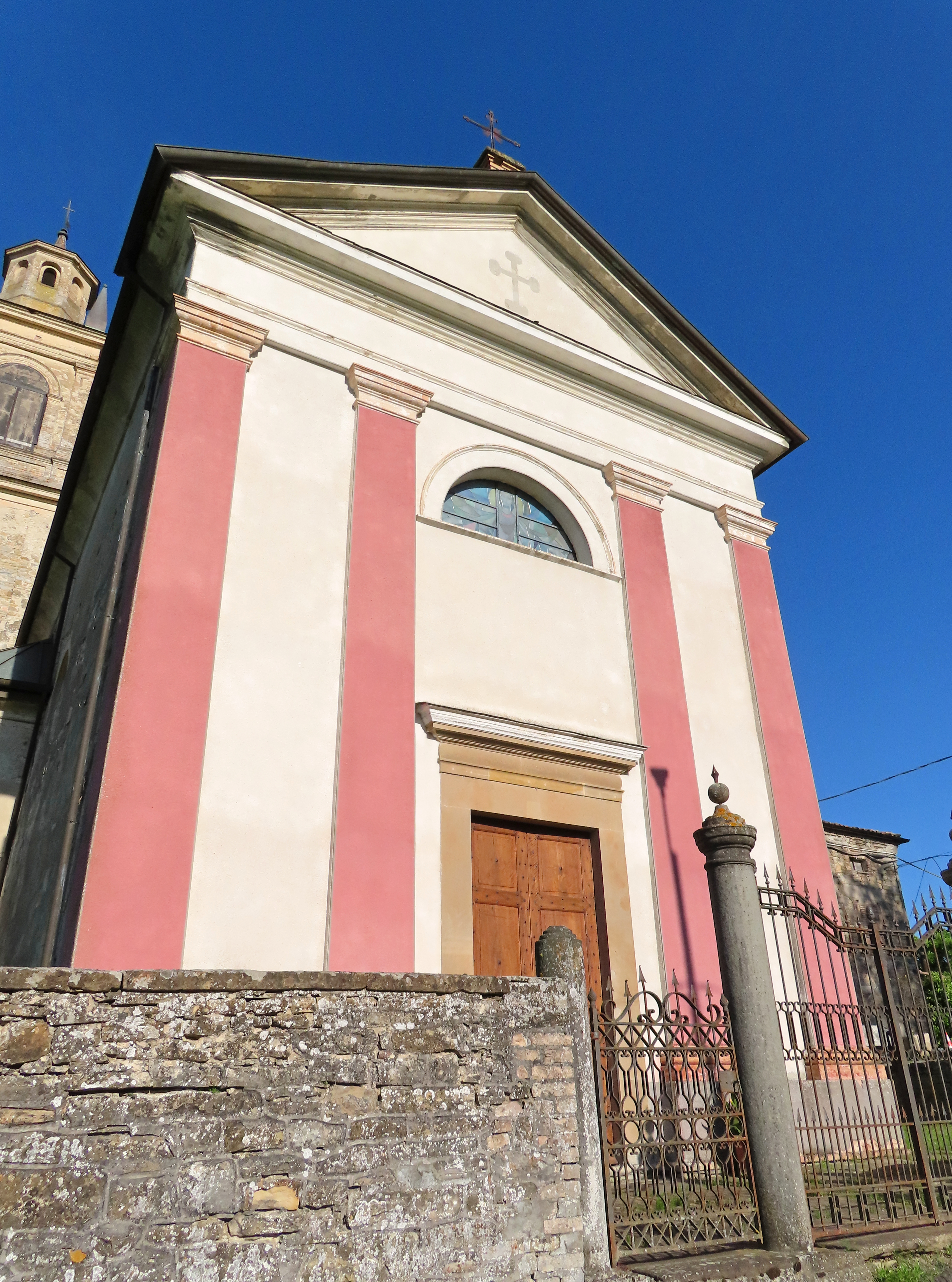
Facciata

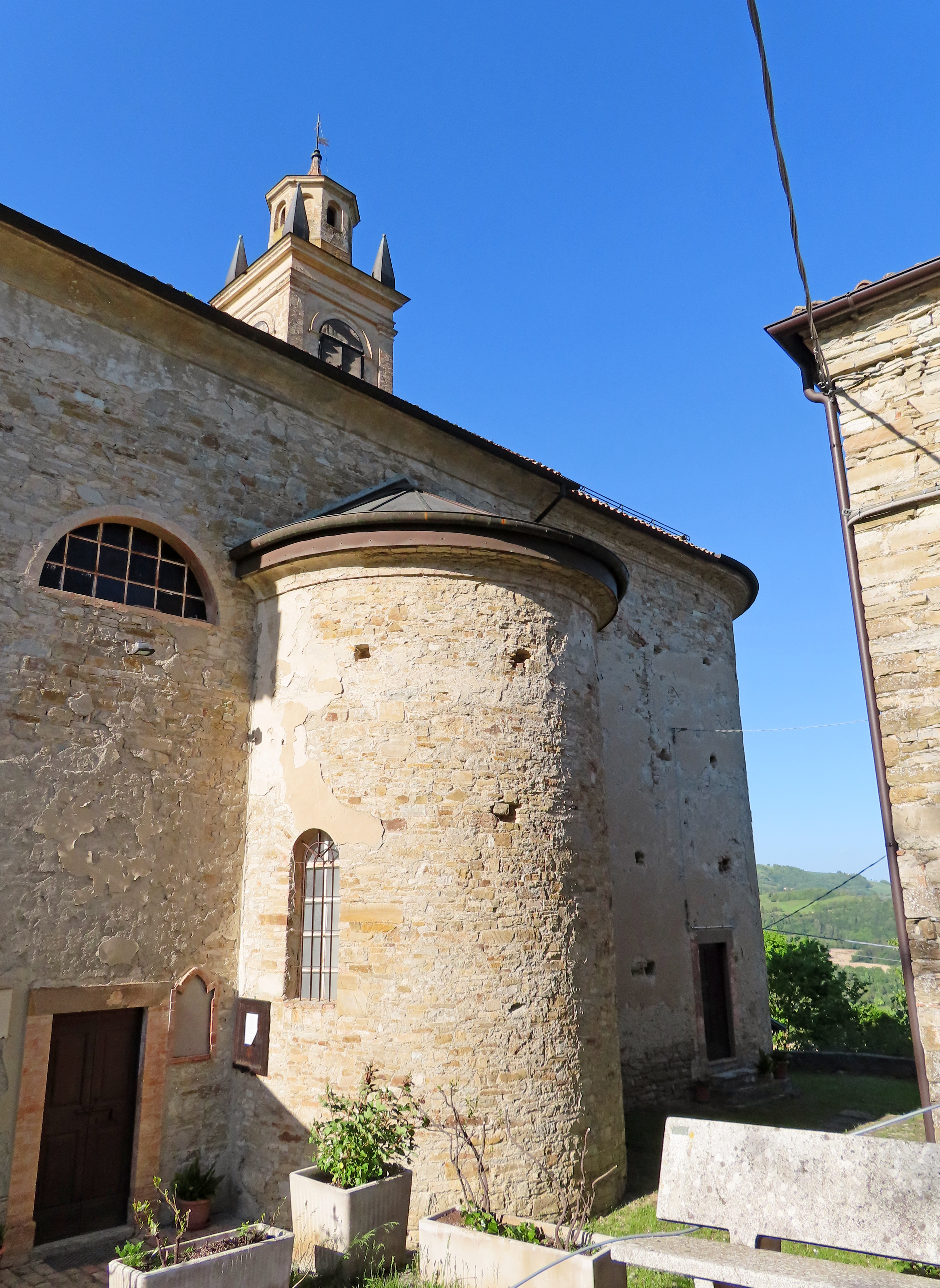
Lato sud

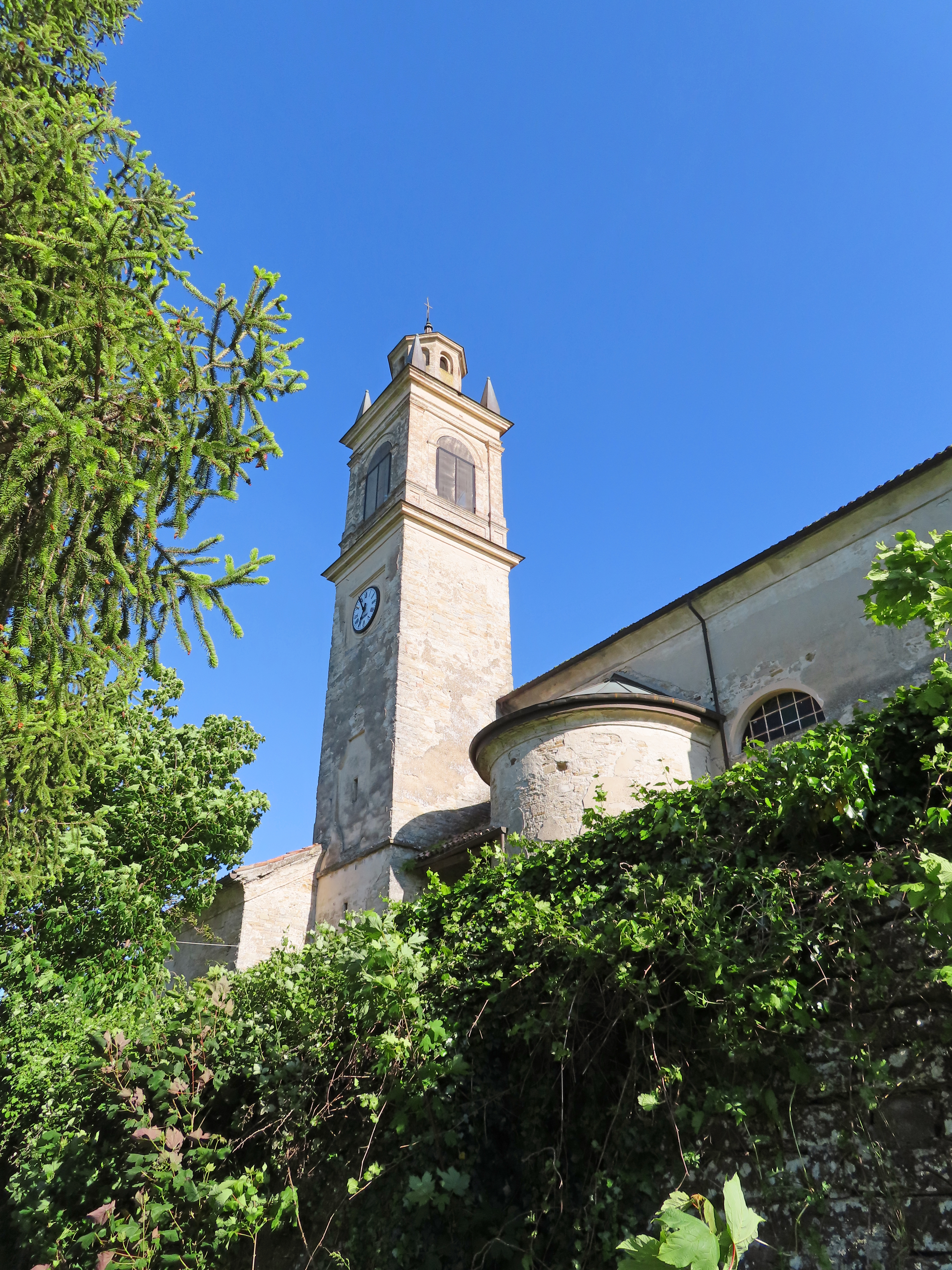
Campanile

La chiesa si sviluppa su un impianto a navata unica affiancata da una cappella per lato, con ingresso a ovest e presbiterio absidato a est.
La simmetrica facciata a capanna, interamente intonacata, è tripartita da quattro lesene doriche; al centro è collocato l'ampio portale d'ingresso, delimitato da una cornice in pietra del 1716; più in alto si apre una finestra a lunetta, contenente una moderna vetrata raffigurante Cristo misericordioso, realizzata da Francesco Soncini; a coronamento del prospetto si staglia un grande frontone triangolare con cornice modanata in aggetto, sormontata nel mezzo da una croce metallica.
Dai lati, rivestiti in pietra parzialmente intonacata, aggettano simmetricamente i volumi delle due cappelle a pianta semicircolare; sulla destra emerge anche un piccolo avancorpo a pianta poligonale, mentre in fondo al lato sinistro si erge su un alto basamento il campanile; la cella campanaria, ornata esternamente con lesene doriche sugli spigoli, si affaccia sulle quattro fronti attraverso ampie monofore ad arco a tutto sesto; in sommità si eleva, tra quattro piccoli pinnacoli piramidali, una lanterna a base ottagonale, con otto finestre.
All'interno la navata, coperta da una volta a botte lunettata, è scandita in quattro campate da una serie di lesene, a sostegno dell'alto cornicione perimetrale dentellato; dai fianchi si affacciano sull'aula attraverso ampie arcate a tutto sesto le cappelle, chiuse superiormente da catini a semicupola.
Il presbiterio, lievemente sopraelevato, è preceduto da un'ampia arcata, retta da paraste; l'ambiente, coperto da una volta a botte, accoglie l'altare maggiore ligneo a mensa, aggiunto intorno al 1980; ai lati dell'abside, coronata dal catino a semicupola, si aprono due monofore a tutto sesto, chiuse dalle moderne vetrate rappresentanti la Trinità e l'Eucarestia, anch'esse opere del Soncini; nel mezzo si staglia la pala raffigurante i Santi Genesio, Luigi di Francia e Vincenzo Ferreri, eseguita nel 1801 da Gaetano Tedeschi e racchiusa da un'ancona neoclassica; alla base sono collocate due cantorie lignee, realizzate in stile Luigi XVI tra il 1780 e il 1790.
La chiesa conserva altre opere di pregio, tra cui gli oli raffiguranti la Madonna col Bambino in trono e i santi Rocco, Giuseppe e Antonio da Padova, dipinto dal Tedeschi nel 1813, e San Luigi Gonzaga, realizzato nel 1810 forse dallo stesso pittore, un trono processionale, intagliato da Tiburzio Cucchi nel 1825, un crocifisso bronzeo e un calice in argento settecentesco. Una parete della navata è ornata con un affresco rappresentante la Pietà, eseguito da Walter Madoi nel 1970.